# Pleuvezain
Pleuvezain é uma comuna francesa na região administrativa de Grande Leste, no departamento de Vosges. Estende-se por uma área de 3,8 km². Em 2010 a comuna tinha 82 habitantes (densidade: 21,6 hab./km²).